# Svenska Kvinnoförbundet
Svenska Kvinnoförbundet är Svenska folkpartiet i Finlands (SFP) kvinnoorganisation. Svenska Kvinnoförbundet grundades 1907 och har i dag cirka 2 500 medlemmar som tillhör 28 lokalavdelningar runt om i Svenskfinland. Det är på gräsrotsnivån, i lokalavdelningarna, som en stor del av verksamheten sker. Centralstyrelsen är det ledande organet som fattar besluten och utformar riktlinjerna för verksamheten. Styrelsen bistås av olika utskott och arbetsgrupper. Anita Westerholm valdes till förbundets ordförande i september 2020.
Förbundet är ett samlande politiskt forum för finlandssvenska kvinnor som vill arbeta för ett jämställt Finland. Med ett liberalfeministiskt perspektiv på samhället visar man att kön har en politisk betydelse. Förbundet ordnar seminarier och diskussioner, utbyter erfarenheter, tar politiska initiativ och lobbar på både riks- och lokalpolitisk nivå för att synliggöra könsperspektivet i samhällsdebatten.
Förbundet har sin politiska plattform inom Svenska folkpartiet, vars politik man vill ska genomsyras av ett könsperspektiv. Förbundet har varit en medlemsförbund till SFP sedan 1948.